# Lijst van gemeentelijke monumenten in Arnhem/Burgemeesterswijk en Hoogkamp

Wijk 12: Burgemeesterswijk en Hoogkamp

De wijk Burgemeesterswijk en Hoogkamp, onderdeel van de gemeente Arnhem, kent 204 gemeentelijke monumenten. Hieronder een overzicht.

## Burgemeesterswijk
De Burgemeesterswijk kent 103 gemeentelijke monumenten. Zie de Lijst van gemeentelijke monumenten in de Burgemeesterswijk

## Gulden Bodem
De buurt Gulden Bodem kent 35 gemeentelijke monumenten:
| Object                                | Bouwjaar              | Architect      | Locatie                     | Coördinaten                   | Nr.         | Afbeelding                            |
| ------------------------------------- | --------------------- | -------------- | --------------------------- | ----------------------------- | ----------- | ------------------------------------- |
| Helft van dubbele villa               | 1938                  |                | Albert Cuypstraat 27        | 51° 59' 45" NB, 5° 53' 17" OL | 0202/WN0114 | Helft van dubbele villa               |
| Vrijstaand pand                       | circa 1925            |                | Izaak Evertslaan 4          | 51° 59' 34" NB, 5° 53' 48" OL | 0202/WN1009 | Vrijstaand pand                       |
| Vrijstaand pand                       | 1926, 1920-1925       |                | Izaak Evertslaan 12         | 51° 59' 33" NB, 5° 53' 45" OL | 0202/WN1011 | Vrijstaand pand                       |
| Vrijstaand landhuis                   | 1931, circa 1925      |                | Izaak Evertslaan 16         | 51° 59' 33" NB, 5° 53' 43" OL | 0202/WN1012 | Vrijstaand landhuis                   |
| Vrijstaand pand                       | 1926, circa 1925-1930 |                | Izaak Evertslaan 68         | 51° 59' 31" NB, 5° 53' 29" OL | 0202/WN1013 | Vrijstaand pand                       |
| Voorm. pastorie                       | 1927                  |                | Izaak Evertslaan 78         | 51° 59' 30" NB, 5° 53' 24" OL | 0202/WN1014 | Voorm. pastorie                       |
| Helft van dubbele villa               | 1929                  |                | Johannes Vermeerstraat 11   | 51° 59' 36" NB, 5° 53' 37" OL | 0202/WN1098 | Helft van dubbele villa               |
| Helft van dubbele villa               | 1929                  |                | Johannes Vermeerstraat 11 A | 51° 59' 37" NB, 5° 53' 38" OL | 0202/WN1099 | Helft van dubbele villa               |
| Helft van dubbele villa               | 1930, circa 1925-1930 |                | Johannes Vermeerstraat 22   | 51° 59' 38" NB, 5° 53' 40" OL | 0202/WN1100 | Helft van dubbele villa               |
| Helft van dubbele villa               | 1930                  |                | Johannes Vermeerstraat 24   | 51° 59' 39" NB, 5° 53' 41" OL | 0202/WN1101 | Helft van dubbele villa               |
| Voorm. pastorie                       | 1927, 1927            |                | Rembrandtlaan 1             | 51° 59' 31" NB, 5° 53' 25" OL | 0202/WN1177 | Voorm. pastorie                       |
| Vrijstaande villa                     | circa 1935            |                | Van Goyenstraat 6           | 51° 59' 38" NB, 5° 53' 35" OL | 0202/WN1851 | Vrijstaande villa                     |
| Vrijstaand landhuis Ruimzicht         | circa 1925            |                | Van Heemstralaan 1          | 51° 59' 36" NB, 5° 53' 46" OL | 0202/WN1852 | Vrijstaand landhuis Ruimzicht         |
| Vrijstaand pand                       | 1926, circa 1920      |                | Van Heemstralaan 2          | 51° 59' 36" NB, 5° 53' 43" OL | 0202/WN1853 | Vrijstaand pand                       |
| Vrijstaand pand                       | 1925                  | Rothuizen,Wind | Van Heemstralaan 25         | 51° 59' 34" NB, 5° 53' 30" OL | 0202/WN1854 | Vrijstaand pand                       |
| Vrijstaand pand                       | 1933, circa 1935-1940 |                | Van Heemstralaan 45         | 51° 59' 36" NB, 5° 53' 21" OL | 0202/WN1855 | Vrijstaand pand                       |
| Rechter helft van dubbele villa       | 1929, circa 1925-1930 |                | Van Heemstralaan 52         | 51° 59' 37" NB, 5° 53' 21" OL | 0202/WN1856 | Rechter helft van dubbele villa       |
| Linker helft van dubbele villa        | 1929                  |                | Van Heemstralaan 54         | 51° 59' 38" NB, 5° 53' 20" OL | 0202/WN1857 | Linker helft van dubbele villa        |
| Vrijstaande villa                     | 1927, circa 1930      |                | Van Heemstralaan 95         | 51° 59' 45" NB, 5° 53' 11" OL | 0202/WN1858 | Vrijstaande villa                     |
| Vrijstaande villa                     | 1933                  |                | Van Heemstralaan 98         | 51° 59' 46" NB, 5° 53' 12" OL | 0202/WN1859 | Vrijstaande villa                     |
| Vrijstaande woning                    | 1937                  |                | Van Heemstralaan 100        | 51° 59' 47" NB, 5° 53' 11" OL | 0202/WN1860 | Vrijstaande woning                    |
| Rechter helft van dubbele villa       | 1937                  |                | Van Heemstralaan 102        | 51° 59' 47" NB, 5° 53' 9" OL  | 0202/WN1861 | Rechter helft van dubbele villa       |
| Linker helft van dubbele villa        | 1937                  |                | Van Heemstralaan 104        | 51° 59' 47" NB, 5° 53' 9" OL  | 0202/WN1862 | Linker helft van dubbele villa        |
| Vrijstaand pand                       | 1934                  |                | Van Ostadestraat 5          | 51° 59' 47" NB, 5° 53' 16" OL | 0202/WN1892 | Vrijstaand pand                       |
| Helft van dubbele villa               | 1938, circa 1935      |                | Van Ostadestraat 6          | 51° 59' 45" NB, 5° 53' 16" OL | 0202/WN1893 | Helft van dubbele villa               |
| Vrijstaand pand                       | 1935, circa 1935-1940 |                | Van Ruisdaelstraat 11       | 51° 59' 38" NB, 5° 53' 35" OL | 0202/WN1905 | Vrijstaand pand                       |
| Rechter helft van dubbele villa       | 1929, circa 1930      |                | Van Ruisdaelstraat 16       | 51° 59' 39" NB, 5° 53' 34" OL | 0202/WN1906 | Rechter helft van dubbele villa       |
| Linker helft van dubbele villa        | 1929                  |                | Van Ruisdaelstraat 18       | 51° 59' 39" NB, 5° 53' 34" OL | 0202/WN1907 | Linker helft van dubbele villa        |
| Vrijstaand landhuis                   | 1928, circa 1925-1930 |                | Van Ruisdaelstraat 35       | 51° 59' 38" NB, 5° 53' 26" OL | 0202/WN1908 | Vrijstaand landhuis                   |
| Vrijstaand pand                       | 1929, 1928            |                | Van Ruisdaelstraat 38       | 51° 59' 39" NB, 5° 53' 31" OL | 0202/WN1909 | Vrijstaand pand                       |
| Kerk                                  | 1926                  |                | Bakenbergseweg 72           | 51° 59' 30" NB, 5° 53' 22" OL | 0202/WN0001 | Kerk                                  |
| Wethouder Bakkerschool, H. Hartschool | 1934/1939             |                | Bakenbergseweg 76           | 51° 59' 31" NB, 5° 53' 20" OL | 0202/WN0002 | Wethouder Bakkerschool, H. Hartschool |
| Vrijstaand landhuis Onder 't Stroodak | 1926, circa 1925      |                | Zijpendaalseweg 139         | 51° 59' 35" NB, 5° 53' 48" OL | 0202/WN1757 | Vrijstaand landhuis Onder 't Stroodak |
| Vrijstaande villa met garage          | 1955                  |                | Zijpendaalseweg 159         | 51° 59' 41" NB, 5° 53' 34" OL | 0202/WN1758 | Vrijstaande villa met garage          |
| Vrijstaande villa                     | 1956                  | H. Geels       | Zijpendaalseweg 161         | 51° 59' 42" NB, 5° 53' 33" OL | 0202/WN1759 | Vrijstaande villa                     |

## Sterrenberg
De buurt Sterrenberg kent 1 gemeentelijk monument:
| Object               | Bouwjaar   | Architect | Locatie         | Coördinaten                  | Nr.         | Afbeelding           |
| -------------------- | ---------- | --------- | --------------- | ---------------------------- | ----------- | -------------------- |
| Landhuis Sterrenberg | circa 1800 |           | Tooropstraat 41 | 51° 59' 32" NB, 5° 53' 9" OL | 0202/WN1797 | Landhuis Sterrenberg |

## Transvaalbuurt
De Transvaalbuurt kent 64 gemeentelijke monumenten, zie de Lijst van gemeentelijke monumenten in Transvaalbuurt.

## Park Zypendaal
Park Zypendaal kent 1 gemeentelijk monument:
| Object    | Bouwjaar | Architect | Locatie   | Coördinaten                   | Nr.         | Afbeelding |
| --------- | -------- | --------- | --------- | ----------------------------- | ----------- | ---------- |
| Jachtpaal |          |           | Parkweg 1 | 51° 59' 46" NB, 5° 53' 54" OL | 0202/WN1576 | Jachtpaal  |